# اکبرآباد (آزادشهر)
اکبرآباد، روستایی است از توابع بخش مرکزی شهرستان آزادشهر در استان گلستان ایران.

## جمعیت
این روستا در دهستان خرمارود شمالی قرار دارد و براساس سرشماری مرکز آمار ایران در سال ۱۳۸۵، جمعیت آن ۱۰۳۹ نفر (۲۴۰خانوار) بوده‌است.